# Puçol
Puçol (spanisch Puzol) ist eine Gemeinde in der spanischen Provinz Valencia. Es ist der Hauptort der Comarca Horta Nord. 

## Lage
Die Ortschaft Puçol liegt nördlich der Stadt Valencia in der Nähe der Küste. Im Süden grenzt die Gemeinde an El Puig, im Norden an Sagunt.

## Einwohner
Gemäß der Volkszählung von 2009 hat Puzol 19.018 Einwohner, davon 9.468 Männer und 9.550 Frauen.